# Massilia violaceinigra
Massilia violaceinigra es una bacteria gramnegativa del género Massilia. Fue descrita en el año 2018. Su etimología hace referencia a violeta y negro. Es aerobia y móvil por flagelo polar. Tiene un tamaño de 0,6-1,2 μm de ancho por 1,1-2,4 μm de largo. Forma colonias viscosas, opacas, convexas, de color negro-violeta y con márgenes enteros en agar R2A. Temperatura de crecimiento entre 4-28 °C, óptima de 20 °C. Catalasa y oxidasa positivas. Tiene un contenido de G+C de 63,5%. Se ha aislado del glaciar Tianshan en Xinjiang, China. 